# 충경사
충경사는 충청북도 청주시 상당구에 있다. 2015년 4월 17일 청주시의 향토유적 제30호로 지정되었다.

## 개요
중종반정 때 공을 세운 변준의 영정을 봉안하기 위해 세운 영당이다.